# I. e. 250
Évszázadok: i. e. 4. század – i. e. 3. század – i. e. 2. század
Évtizedek: i. e. 300-as évek – i. e. 290-es évek – i. e. 280-as évek – i. e. 270-es évek – i. e. 260-as évek – i. e. 250-es évek – i. e. 240-es évek – i. e. 230-as évek – i. e. 220-as évek – i. e. 210-es évek – i. e. 200-as évek
Évek: i. e. 255 – i. e. 254 – i. e. 253 – i. e. 252 –  i. e. 251 – i. e. 250 – i. e. 249 – i. e. 248 – i. e. 247 – i. e. 246 – i. e. 245

## Események

### Hellenisztikus birodalmak
- II. Ptolemaiosz megbízza az alexandriai zsidó tudósokat, hogy fordítsák le a Bibliát görögre. Mivel a munkában hetvenen (vagy hetvenketten) vesznek részt, a fordítás a Septuaginta (latinul hetven) nevet kapja.
- Meghal Küréné királya, Magasz. Özvegye, Apama megegyezik II. Antigonosz makedón királlyal, hogy annak féltestvére, Szép Démétriosz feleségül veszi Magasz és Apama lányát, Berenikét. Démétriosz azonban Apamával kezd viszonyt. Bereniké i. e. 249-ben lázadást kezdeményez, amely során Démétrioszt Apama hálószobájában meggyilkolják.
- A Szeleukida Birodalomban Parthia és Hürkania tartományok szatrapája, Andragorasz fellázad és kikiáltja függetlenségét (hozzávetőleges időpont i. e. 256-i.e. 247 között)
- A pártusok Arszakész vezetése alatt elkezdik támadásaikat a Szeleukida Birodalom perzsiai területei ellen.

### Itália
- Rómában Caius Atilius Regulust és Lucius Manlius Vulso Longust választják consulnak.
- Az első pun háborúban a rómaiak ostrom alá veszik a szicíliai Lilybaeumot.
- A punok kiürítik és lerombolják a szicíliai Selinunte városát.
- A karthágóiak a foglyul ejtett Marcus Atilius Regulust (miután megesketik, hogy visszatér) Rómába küldik, hogy elvigye üzenetüket a béketárgyalásokról vagy a fogolycseréről. Regulus azonban a szenátus előtt a háború folytatását sürgeti. Ezután szavához hűen visszatér Karthágóba, ahol kivégzik (szöges hordóban legurítják egy dombról).
- Szürakuszaiban Arkhimédész közzéteszi a felhajtóerőről szóló törvényét.

### Balkán-félsziget
- Agrón lesz az illírek királya.

### India
- A Maurja Birodalom királya, Asóka Pátaliputra városában összehívja a harmadik buddhista gyűlést, hogy megtisztítsák a mozgalmat a haszonleső, királyi támogatást kérő vadhajtásoktól.

## Halálozások
- Eraszisztratosz, görög orvos
- Kung-szun Lung, kínai filozófus
- Kardiai Hierónimosz, görög hadvezér és történetíró
- Magasz, kürénéi király
- Marcus Atilius Regulus, római hadvezér és államférfi
- Tauromenioni Timaiosz, görög történetíró

## Fordítás
- Ez a szócikk részben vagy egészben  a(z)   250 BC című angol Wikipédia-szócikk ezen változatának fordításán alapul.  Az eredeti cikk szerkesztőit annak laptörténete sorolja fel. Ez a jelzés csupán a megfogalmazás eredetét és a szerzői jogokat jelzi, nem szolgál a cikkben szereplő információk forrásmegjelöléseként.